# Namibia Wildlife Resorts
Namibia Wildlife Resorts (NWR) ist eine Hotelkette mit Sitz in Windhoek, der Hauptstadt Namibias. Das Unternehmen ist zu 100 Prozent in Besitz des namibischen Staates.
NWR ist Teil des Ministeriums für Umwelt und Tourismus und betreibt seit 1998 als wirtschaftliches Staatsunternehmen fast alle davor direkt vom Ministerium geführten Unterkünfte; diese liegen vor allem und zum Großteil exklusiv in den staatlichen Naturschutzgebieten Namibias. Einige Unterkünfte (Windpomp 14, Sun Karros Daan Viljoen, Dead Valley) werden, teilweise bereits seit Anfang der 2010er Jahre, durch den privaten Joint-Venture-Partner Sun Karros betrieben und haben keine weitere Verbindung zu NWR mehr.
Der bis 31. Dezember 2010 amtierende Generaldirektor Tobie Aupindi hat bei den World Travel Awards 2010 die Auszeichnung „Afrikas Tourismusperson des Jahres“ erhalten.
2022 hatte NWR knapp 600 Mitarbeiter, etwa 1/3 weniger als vor der COVID-19-Pandemie in Namibia.

## Finanzen
Um 2005 stand NWR vor dem finanziellen Kollaps. Seit dem Finanzjahr 2007/2008 verzeichnet das Unternehmen jedoch Gewinne. Die Gesamtverbindlichkeiten betrugen dennoch im Jahre 2009 knapp N$ 100 Millionen. Am 22. Juli 2010 wurde bekannt gemacht, dass NWR kurzfristig bis Ende Juli des Jahres mindestens N$ 323 Millionen benötigt um laufende Kredite zu bedienen und ansonsten Personal entlassen und Unterkünfte schließen muss.
2018/19 verbuchte das Unternehmen den ersten Jahresgewinn in seiner Geschichte; ein Gewinn von 22 Millionen Namibia-Dollar bei eine Umsatz von N$ 395 Millionen. In den beiden Folgejahren gab es aufgrund der COVID-19-Pandemie erneut deutliche Verluste von zusammen 270 Millionen Namibia-Dollar.
Ende Oktober 2023 erklärte das Unternehmen, dass es erstmals schuldenfrei sei, nachdem fast 94 Millionen Namibia-Dollar an Schulden getilgt wurden.

## Unterkünfte

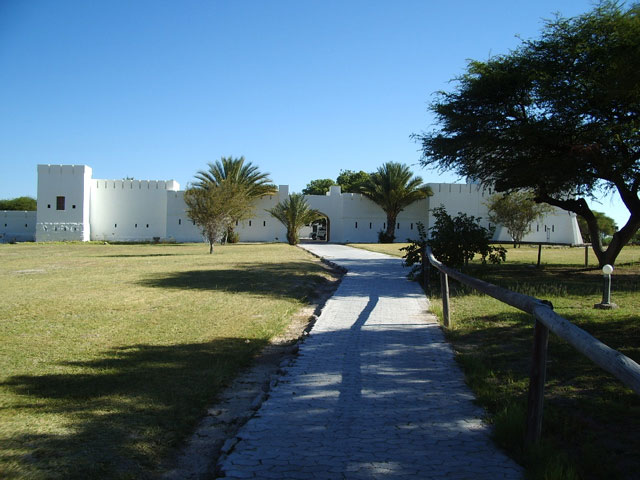
Fort Namutoni

| Schutzgebiet Gegend                      | Unterkunft                      | Art            |
| ---------------------------------------- | ------------------------------- | -------------- |
| Etosha-Nationalpark                      | Dolomite                        | Lodge          |
| Etosha-Nationalpark                      | Namutoni                        | Lodge, Camping |
| Etosha-Nationalpark                      | Halali                          | Lodge, Camping |
| Etosha-Nationalpark                      | Okaukuejo                       | Lodge, Camping |
| Etosha-Nationalpark                      | Olifantsrus                     | Camping        |
| Etosha-Nationalpark                      | Onkoshi                         | Lodge          |
| Waterberg-Plateau-Park                   | Waterberg                       | Lodge, Camping |
| Namib-Skelettküste-Nationalpark          | Sossus Dune                     | Lodge          |
| Namib-Skelettküste-Nationalpark          | Terrace Bay                     | Lodge, Camping |
| Namib-Skelettküste-Nationalpark          | Torra Bay                       | Camping        |
| Namib-Skelettküste-Nationalpark          | Naukluft                        | Lodge, Camping |
| Namib-Skelettküste-Nationalpark          | Sesriem                         | Camping        |
| Namib-Skelettküste-Nationalpark          | Jakkalsputz                     | Camping        |
| Namib-Skelettküste-Nationalpark          | Meile 72                        | Camping        |
| Namib-Skelettküste-Nationalpark          | Meile 108                       | Camping        |
| ǀAi-ǀAis Richtersveld Transfrontier Park | ǀAi-ǀAis                        | Lodge, Camping |
| ǀAi-ǀAis Richtersveld Transfrontier Park | Boplaas                         | Camping        |
| ǀAi-ǀAis Richtersveld Transfrontier Park | Hobas                           | Lodge, Camping |
| Wildpark Popafälle                       | Popa                            | Lodge, Camping |
| Hardap-Erholungsgebiet                   | Hardap                          | Lodge, Camping |
| Damaraland                               | Khorixas                        | Lodge          |
| Heiße Quellen Gross Barmen               | Gross Barmen                    | Lodge, Camping |
| Lüderitz                                 | Shark Island 1                  | Camping        |
| Duwisib                                  | Schloss Duwisib                 | Lodge, Camping |
| Katima Mulilo                            | Zambezi Waterfront Tourism Park | Lodge, Camping |